# Rhopalia iranensis
Rhopalia iranensis är en tvåvingeart som beskrevs av Joseph Charles Bequaert 1961. Rhopalia iranensis ingår i släktet Rhopalia och familjen Mydidae.
Artens utbredningsområde är Iran. Inga underarter finns listade i Catalogue of Life.